# لايف باندورو
لايف باندورو (ولد 18 أبريل 1923 في فريدريكسبرج، وكانت وفاته في 16 يناير 1977 ، أسيربو) ويعد واحداً من أكثر الكتاب الدنماركيين شعبية في منتصف القرن العشرين.

## النشأة
لايف باندورو هو ابن آوجا بيترسن وآن يوهانا بيترسن، وتم تعميده باسم لايف تورمود بيترسن ، ولكن بعد وقت قصير من ولادته وقع الطلاق بين أبويه، ومن ثم اكتسب اسم والدته -عند ولادتها- وهو «باندورو». وبعد وقت قصير من طلاق والدته آن يوهانا باندورو مرضت وتم إيداعها في مصحة نفسية، ومن ثم انتقل لايف باندورو إلى أحد دور الرعاية،  ثم إلى رعاية خاله جريجرس باندورو وزوجته «الخالة ريسا»  في بلدة رينجستيد، حيث توطدت علاقته بابن خاله رودي، بينما كان دائم التناقض مع خاله وزوجته، الذين رأوا فيه فتاً صعب المراس. لم يتم السماح لباندورو أبداً بزيارة والدته في ملجئها  ولم يحضر جنازتها، وقد كان هناك هاجس أنه قد ورث عنها مرضها العقلي، أما خاله جريجرس فقد شيع شقيقتيه إلى القبر أولاهما جيسيكا التي عانت من الاكتئاب الهوسي إلى أن أنهت حياتها بالانتحار في عام 1949، ثم آن يوهانا والتي انتهت حياتها بعد 24 عاما في مستشفى عام بسبب قلبها العليل.

## الحرب العالمية الثانية
أدرك لايف باندورو حركة المقاومة وألتحق بها. وقد كان والده نازياً و تم تصفيته من قبل المقاومة. ولم يصرح باندورو -بشكل علني- بشيء عن تصفية أبيه إلا قبل وفاته بعام واحد. وفي أبريل عام 1976، أجرى جينز برانر سلسلة من المحادثات حول القلق بجريدة السياسة، حيث قال باندورو: «لم أكن أعرف تقريبا والدي، ولم أره إلا عندما كان علي الحصول على بدل الإعالة منه». في نهاية الحرب، كان باندورو قائد إحدى المجموعات العسكرية التي تسمى «مجموعات الانتظار»، وكان يخشى الذهاب إلى أبيه لتلقي المال، الذي كان يقول له: «أنت لم تعرف أبدا أين جاءت الأموال».
وقد طلب من والده بعض المال من أجل الفرار إلى السويد، وحصل منه على 500 كرونة. ولم يبقى في السويد سوى ستة أسابيع.

## حياته المهنية
أتم لايف باندورو تعليمه كطبيب أسنان في 1947، ولكنه لم يكن موفقاً كثيراً في هذا المجال، وخسر مادياً وأفلس. كان كطبيب مرغوباً من قبل مرضاه، ولكنه لم يكن ماهراً في إدارة حساباته.
وفي عام 1948 تزوج من استير لارسن، التي التقى بها في مدرسة طب الأسنان، والتي أصبحت أيضا طبيبة أسنان، ورزقا معاً باثنين من الأبناء. 
وقد أقام باندورو بالسويد من عام 1949 إلى عام 1956، وعمل هناك أيضاً كطبيب أسنان.
لايف باندورو هو الأخ غير الشقيق لأولريش هورست بيترسن. 

## روابط خارجية
- لايف باندورو على موقع IMDb (الإنجليزية)
- لايف باندورو على موقع الموسوعة البريطانية (الإنجليزية)
- لايف باندورو على موقع أول موفي (الإنجليزية)
- لايف باندورو على موقع قاعدة بيانات الأفلام السويدية (السويدية)
- لايف باندورو على موقع قاعدة بيانات الفيلم (الإنجليزية)
- لايف باندورو على موقع كينوبويسك (الروسية)